# ماوريتسيو بيكر
ماوريتسيو بيكر (بالإيطالية: Maurizio Becker)‏ (و. 1964 – م) هو صحفي، وكاتب، من إيطاليا.

## روابط خارجية
- ماوريتسيو بيكر على موقع ديسكوغز (الإنجليزية)